# 紀元前381年
紀元前381年（きげんぜん381ねん）は、ローマ暦の年である。
当時は、「カミルス、アルビヌス、メドゥリヌス、フラウウス、アンブストゥスが執政武官に就任した年」として知られていた（もしくは、それほど使われてはいないが、ローマ建国紀元373年）。紀年法として西暦（キリスト紀元）がヨーロッパで広く普及した中世時代初期以降、この年は紀元前381年と表記されるのが一般的となった。

## 他の紀年法
- 干支 : 庚子
- 日本
  - 皇紀280年
  - 孝安天皇12年
- 中国
  - 周 - 安王21年
  - 秦 - 献公4年
  - 晋 - 孝公8年
  - 楚 - 悼王21年
  - 斉 - 康公24年
  - 田斉 - 斉侯剡4年
  - 燕 - 簡公34年
  - 趙 - 敬侯6年
  - 魏 - 武侯15年
  - 韓 - 文侯6年
- 朝鮮
  - 檀紀1953年
- ベトナム :
- 仏滅紀元 : 164年
- ユダヤ暦 :

## できごと

### ペルシア帝国
- アケメネス朝ペルシア帝国の将軍ティリバゾス (Tiribazus) とオロンテス (Orontes) が、キュプロス王エウアゴラスが動員できる兵力を遥かに越える数の軍勢で、キュプロスを侵略した。これに対して、エウアゴラスはペルシア軍の補給路を何とか断ち、食料不足に陥ったペルシア軍は反乱を起こした。しかし、エウアゴラスの艦隊がキティオンの海戦 (the Battle of Citium)（キティオンは現在のラルナカ）で壊滅すると、戦況はペルシア有利に傾いた。エウアゴラスはサラミス (Salamis) に逃れ、名目上はサラミス王位を保つものの、実質的にはペルシア王の臣下となるという条件で講和を結んだ。

### ギリシア
- スパルタは、紀元前427年に破壊したプラタイアを再建し、中央ギリシャへの影響力を高めた。

### 共和政ローマ
- ローマに反乱を起こしたトゥスクルムが鎮圧、平定された。ローマへの完全な服従を表したトゥスクルム人たちは、最初の「自治都市 (municipium cum suffragio)」と認められ、行政体 (municipium ムニキピウム) としての地位を保つこととなった。

## 死去
- 楚の悼王
- 呉起 - 中国の兵家、戦国時代の楚の令尹（宰相）。衛に生まれ、魯の官僚でもあった。